# 경춘로
경춘로(京春路)는 경기도 구리시 교문동, 경기도 남양주시, 경기도 가평군 등을 거쳐 강원특별자치도 춘천시 온의동 온의사거리를 잇는 도로이다. 전 구간이 국도 제46호선의 일부였으나 시점인 망우리고개부터 도농삼거리까지는 국도 제6호선의 일부며, 도농삼거리부터 샛터삼거리까지는 남양주시에서 관할하는 도로에 해당한다. 샛터삼거리에서 국도 제46호선과 합류해 팔미삼거리 이후로는 국도 구간에서 해제가 되어 있다. 이후 이어지는 구간은 국가지원지방도 제70호선의 일부가 되었다.

## 역사
- 1922년 : 왕복 2차로 비포장 개설[1]
- 1964년[1] 또는 1965년 12월 11일 : 왕복 2차로 포장 개통[2]
- 1981년 : 왕복 4차로 확장공사 결정, 빛고개 구간 왕복 4차로 확장공사 착공[3][4]
- 1984년 3월 : 도농 ~ 청평 구간 왕복 4차로 확장공사 착공[5][6]
- 1985년 : 청평 ~ 춘천 구간 왕복 4차로 확장공사 착공[7]
- 1987년 : 도농삼거리 ~ 청평 구간 왕복 4차로 확장 개통, 청평 ~ 춘천 구간 중 빛고개 구간 왕복 4차로 신설 도로 개통[4][8], 청평 ~ 춘천 구간 왕복 4차로 확장공사 착공[9]
- 1989년 6월 10일 : 왕복 4차로 확장 개통 (일부 신설 구간은 향후 4차로 확장을 대비한 2차로이며, 당시 확장 개통된 도로와 신설된 도로는 아래와 같다.)[10]
  - 청평 ~ 가평오거리 구간 왕복 4차로 확장 개통
  - 가평오거리 ~ 가평2교 구간 왕복 4차로 확장 개통
  - 가평2교 ~ 춘성대교 구간 왕복 2차로 (4차로 확장을 대비한 2차로) 신설 도로 개통
  - 춘성대교 ~ 의암교차로 구간 왕복 4차로 확장 개통
  - 의암 교차로 ~ 춘천시내 구간 왕복 2차로(4차로 확장을 대비한 2차로) 신설 도로 개통
- 1992년 : 의암 교차로 ~ 춘천시내 구간 (1989년 신설 왕복 2차로 구간) 왕복 4차로 확장공사 착공, 이에 따른 의암 교차로 ~ 팔미삼거리 구간 임시 폐쇄[11]
- 1994년 : 의암 교차로 ~ 춘천시내 구간 왕복 4차로 확장 개통, 의암터널 확장
- 1997년 : 서울 방면 기준 샛터 삼거리에서 갈라지는 우회도로 구간 공사 착공
- 1999년 12월 30일 : 가평2교 ~ 춘성대교 4.96km 구간 왕복 4차로 확장 개통, 가평2교, 경강교, 춘성대교 확장[12]
- 2005년 3월 : 남양주시청 ~ 장내마을입구 구간 왕복 6차로 확장공사 착공[13]
- 2006년 1월 3일 : 서울 방면 기준 샛터 삼거리에서 갈라지는 우회도로 개통에 따라 우회도로를 국도 제46호선 노선에 편입, 교문사거리 ~ 샛터삼거리 구간을 국도 제46호선 노선에서 해제, 우회도로의 자세한 내용은 경춘북로, 신경춘로 참조.
- 2006년 6월 : 남양주시청 ~ 장내마을 입구 구간 왕복 6차로 확장 개통
- 2006년 8월 : 호평사거리 ~ 마치터널 일부 구간 (현 동호평 나들목), 경춘선 복선 전철화 공사 관계로 임시도로 개설 및 이설공사 착공
  - 평내 지하차도, 호평 지하차도 공사 착공
- 2009년 7월 10일 : 2개 이상 시·도에 걸쳐 있는 도로로 경춘로를 고시[14]
- 2009년 9월 : 호평사거리 ~ 마치터널 일부 구간 (현 동호평 나들목) 이설공사 완료 (평내 지하차도, 호평 지하차도 개통), 임시도로 철거
  - 기존의 호평사거리 ~ 마치터널 주변 (동호평 나들목) 구간은 호평로 68번길의 일부 구간으로 편입
- 2009년 12월 : 망우리고개 ~ 도농삼거리 구간 중앙버스전용차로 개통 및 시행

## 주요 경유지
경기도
- 구리시 (교문동 - 인창동) - 남양주시 (다산동 - 양정동 - 금곡동 - 평내동 - 호평동 - 화도읍) - 가평군 (청평면 - 가평읍)

강원특별자치도
- 춘천시 (남산면)

## 노선

### 현재 노선
| 이름                  | 접속 노선                                                   | 소재지                                                                  | 소재지                                                                           | 비고                                             |
| 망우로와 직결         | 망우로와 직결                                               | 망우로와 직결                                                           | 망우로와 직결                                                                    | 망우로와 직결                                    |
| --------------------- | ----------------------------------------------------------- | ----------------------------------------------------------------------- | -------------------------------------------------------------------------------- | ------------------------------------------------ |
| 망우리고개            |                                                             | 구리시                                                                  | 교문동                                                                           | 국도 제6호선 구간                                |
| 교문사거리            | 국도 제43호선 국도 제46호선 (아차산로)                      | 구리시                                                                  | 교문동                                                                           | 국도 제6호선 구간                                |
| 중앙예식장앞 사거리   | 응달말로 체육관로                                           | 구리시                                                                  | 인창동                                                                           | 국도 제6호선 구간                                |
| 돌다리사거리          | 건원대로 검배로                                             | 구리시                                                                  | 인창동                                                                           | 국도 제6호선 구간                                |
| 구리시외버스정류장    |                                                             | 구리시                                                                  | 인창동                                                                           | 국도 제6호선 구간                                |
| 구리초등학교앞 교차로 | 경춘로276번길                                               | 구리시                                                                  | 인창동                                                                           | 국도 제6호선 구간                                |
| (왕숙교 서단)         | 왕숙천로                                                    | 구리시                                                                  | 인창동                                                                           | 국도 제6호선 구간                                |
| 왕숙교                |                                                             | 구리시                                                                  | 인창동                                                                           | 국도 제6호선 구간                                |
| 남양주시              | 다산동                                                      |                                                                         |                                                                                  | 국도 제6호선 구간                                |
| 남양주시              | 다산동                                                      | 남양주 나들목 (도농사거리)                                              | 100호선 수도권제1순환고속도로 미금로                                             | 국도 제6호선 구간                                |
| 남양주시              | 다산동                                                      | (도농지하차도 남단)                                                     | 도농로                                                                           | 국도 제6호선 구간                                |
| 남양주시              | 다산동                                                      | 도농역 도농시외버스정류장                                               |                                                                                  | 국도 제6호선 구간                                |
| 남양주시              | 다산동                                                      | 양정초교입구 교차로                                                     | 미금로                                                                           | 국도 제6호선 구간                                |
| 남양주시              | 다산동                                                      | 도농삼거리                                                              | 다산지금로                                                                       | 국도 제6호선 구간                                |
| 남양주시              | 다산동                                                      | (이름 없음)                                                             | 국도 제6호선 (경강로)                                                            | 국도 제6호선 구간                                |
| 남양주시              | 다산동                                                      | 도농교                                                                  | 지방도 제383호선 (진관로)                                                        | 남양주시도 제20호선 구간                         |
| 남양주시              | (도농 나들목)                                               | 북부간선도로                                                            | 양정동                                                                           | 남양주시도 제20호선 구간                         |
| 남양주시              | 양정동사거리                                                | 일패로 홍유릉로                                                         | 양정동                                                                           | 남양주시도 제20호선 구간                         |
| 남양주시              | 운전학원입구 교차로 진안교                                  |                                                                         | 양정동                                                                           | 남양주시도 제20호선 구간                         |
| 남양주시              | 진안사거리                                                  | 국가지원지방도 제86호선 (양정로) (양진로)                               | 양정동                                                                           | 남양주시도 제20호선 구간                         |
| 남양주시              | 진안마을입구 교차로                                         | 경춘로784번길                                                           | 양정동                                                                           | 남양주시도 제20호선 구간                         |
| 남양주시              | 복지회관사거리                                              | 경춘로885번길                                                           | 금곡동                                                                           | 남양주시도 제20호선 구간                         |
| 남양주시              | 구 금곡역                                                   |                                                                         | 금곡동                                                                           | 남양주시도 제20호선 구간                         |
| 남양주시              | 금곡역삼거리                                                | 금곡로                                                                  | 금곡동                                                                           | 남양주시도 제20호선 구간                         |
| 남양주시              | 금곡사거리                                                  | 사릉로 홍유릉로                                                         | 금곡동                                                                           | 남양주시도 제20호선 구간                         |
| 남양주시              | 금곡시외버스정류장                                          |                                                                         | 금곡동                                                                           | 남양주시도 제20호선 구간                         |
| 남양주시              | 금곡삼거리                                                  | 금곡로                                                                  | 금곡동                                                                           | 남양주시도 제20호선 구간                         |
| 남양주시              | 돌팍 교차로                                                 | 의안로                                                                  | 금곡동                                                                           | 남양주시도 제20호선 구간                         |
| 남양주시              | 돌팍고개                                                    |                                                                         | 금곡동                                                                           | 남양주시도 제20호선 구간                         |
| 남양주시              | 평내동                                                      |                                                                         |                                                                                  | 남양주시도 제20호선 구간                         |
| 남양주시              | 국민건강보험공단앞 교차로                                   | 경춘로1256번길                                                          |                                                                                  | 남양주시도 제20호선 구간                         |
| 남양주시              | 평내동사무소앞 교차로                                       | 경춘로1283번길 경춘로1286번길                                           |                                                                                  | 남양주시도 제20호선 구간                         |
| 남양주시              | 평내시외버스정류장                                          |                                                                         |                                                                                  | 남양주시도 제20호선 구간                         |
| 남양주시              | 평내동삼거리                                                | 경춘로1308번길                                                          |                                                                                  | 남양주시도 제20호선 구간                         |
| 남양주시              | (궁평교 남단)                                               | 늘을1로 경춘로1308번길                                                  |                                                                                  | 남양주시도 제20호선 구간                         |
| 남양주시              | 평내지하차도                                                | 늘을2로 의안로                                                          |                                                                                  | 남양주시도 제20호선 구간                         |
| 남양주시              | 호평지하차도                                                | 마치로 호평로68번길                                                     | 남양주시도 제20호선 구간 춘천 방면 진입 불가 서울 방면 진출 불가                 |                                                  |
| 남양주시              | 동호평 나들목                                               | 수석호평도시고속화도로                                                  | 남양주시도 제20호선 구간 춘천 방면 진출 불가 서울 방면 진입 불가                 |                                                  |
| 남양주시              | (이름 없음)                                                 | 호평로68번길                                                            | 남양주시도 제20호선 구간                                                         |                                                  |
| 남양주시              | 마치터널                                                    |                                                                         | 남양주시도 제20호선 구간 춘천 방면 연장 376m 서울 방면 연장 313m                 |                                                  |
| 남양주시              | 마치터널                                                    | 화도읍                                                                  | 남양주시도 제20호선 구간 춘천 방면 연장 376m 서울 방면 연장 313m                 |                                                  |
| 남양주시              | 마석가구공단입구 교차로                                     | 마치로                                                                  | 남양주시도 제20호선 구간                                                         |                                                  |
| 남양주시              | 마치교                                                      |                                                                         | 남양주시도 제20호선 구간                                                         |                                                  |
| 남양주시              | 천마산입구 교차로                                           | 묵현로                                                                  | 남양주시도 제20호선 구간                                                         |                                                  |
| 남양주시              | 삼신아파트앞 교차로                                         | 경춘로1842번길                                                          | 남양주시도 제20호선 구간                                                         |                                                  |
| 남양주시              | 마석입구삼거리                                              | 마석중앙로                                                              | 남양주시도 제20호선 구간                                                         |                                                  |
| 남양주시              | 창현아파트단지입구 교차로                                   | 지방도 제387호선 (비룡로) (수레로)                                      | 남양주시도 제20호선 구간                                                         |                                                  |
| 남양주시              | 원병원앞 교차로                                             | 경춘로1922번길                                                          | 남양주시도 제20호선 구간                                                         |                                                  |
| 남양주시              | 마석시외버스정류장                                          |                                                                         | 남양주시도 제20호선 구간                                                         |                                                  |
| 남양주시              | 마석사거리                                                  | 마석로 창현로                                                           | 남양주시도 제20호선 구간                                                         |                                                  |
| 남양주시              | 마석교                                                      |                                                                         | 남양주시도 제20호선 구간                                                         |                                                  |
| 남양주시              | 마석윗삼거리                                                | 마석중앙로 소래비로                                                     | 남양주시도 제20호선 구간                                                         |                                                  |
| 남양주시              | 모란공원입구 교차로                                         | 경춘로2110번길                                                          | 남양주시도 제20호선 구간                                                         |                                                  |
| 남양주시              | 달뫼 나들목                                                 | 400호선 수도권제2순환고속도로                                           | 남양주시도 제20호선 구간                                                         |                                                  |
| 남양주시              | 월산리입구 교차로                                           | 경춘로2177번길 경춘로2180번길                                           | 남양주시도 제20호선 구간                                                         |                                                  |
| 남양주시              | 화도휴게소앞 교차로                                         | 경춘로2247번길 경춘로2248번길                                           | 남양주시도 제20호선 구간                                                         |                                                  |
| 남양주시              | 답내교 백월교                                               |                                                                         | 남양주시도 제20호선 구간                                                         |                                                  |
| 남양주시              | 진벌마을입구 교차로                                         | 경춘로2515번길                                                          |                                                                                  |                                                  |
| 남양주시              | 샛터 교차로(샛터 삼거리)                                    | 국도 제45호선 국도 제46호선 국가지원지방도 제98호선 (신경춘로) 북한강로 | 국도 제45, 46호선 구간 국가지원지방도 제98호선 구간                              |                                                  |
| 남양주시              | 야미기고개                                                  |                                                                         | 국도 제45, 46호선 구간 국가지원지방도 제98호선 구간                              |                                                  |
| 남양주시              | 구운교                                                      |                                                                         | 국도 제45, 46호선 구간 국가지원지방도 제98호선 구간                              |                                                  |
| 가평군                | 청평면                                                      |                                                                         | 국도 제45, 46호선 구간 국가지원지방도 제98호선 구간                              |                                                  |
| 가평군                | 청평면                                                      | 대성3리 삼거리                                                          | 국도 제45, 46호선 구간 국가지원지방도 제98호선 구간                              | 은행나무길                                       |
| 가평군                | 청평면                                                      | 대성리역 (대성리 교차로)                                                | 국도 제45, 46호선 구간 국가지원지방도 제98호선 구간                              |                                                  |
| 가평군                | 청평면                                                      | 관터마을입구 삼거리                                                     | 국도 제45, 46호선 구간 국가지원지방도 제98호선 구간                              | 관터길                                           |
| 가평군                | 청평면                                                      | 대성교                                                                  | 국도 제45, 46호선 구간 국가지원지방도 제98호선 구간                              |                                                  |
| 가평군                | 청평면                                                      | 대성 교차로 (원대성리 삼거리)                                           | 국도 제45, 46호선 구간 국가지원지방도 제98호선 구간                              | 국가지원지방도 제98호선 (남가로)                 |
| 가평군                | 청평면                                                      | 원대교                                                                  |                                                                                  | 국도 제45, 46호선 구간                           |
| 가평군                | 청평면                                                      | 소석교                                                                  |                                                                                  | 국도 제45, 46호선 구간 서울 방향 전용            |
| 가평군                | 청평면                                                      | 대성1교                                                                 |                                                                                  | 국도 제45, 46호선 구간 춘천 방향 전용            |
| 가평군                | 청평면                                                      | 신청평대교앞 삼거리                                                     | 국도 제37호선 지방도 제391호선 (유명로) 신청평로                                 | 국도 제37, 45, 46호선 구간 지방도 제391호선 구간 |
| 가평군                | 청평면                                                      | 소돌마을앞 삼거리                                                       | 소돌말길                                                                         | 국도 제37, 45, 46호선 구간 지방도 제391호선 구간 |
| 가평군                | 청평면                                                      | 청평1교                                                                 |                                                                                  | 국도 제37, 45, 46호선 구간 지방도 제391호선 구간 |
| 가평군                | 청평면                                                      | 청평댐입구삼거리                                                        | 지방도 제391호선 (호반로)                                                        | 국도 제37, 45, 46호선 구간 지방도 제391호선 구간 |
| 가평군                | 청평면                                                      | 청평대교앞 삼거리 팔각정삼거리                                          | 신청평로                                                                         | 국도 제37, 46호선 구간                           |
| 가평군                | 청평면                                                      | 청평2교                                                                 | 신청평로                                                                         | 국도 제37, 46호선 구간                           |
| 가평군                | 청평면                                                      | 청평아랫사거리 (청평3거리)                                              | 구청평로 청평중앙로                                                              | 국도 제37, 46호선 구간                           |
| 가평군                | 청평면                                                      | 청평윗삼거리                                                            | 청평중앙로                                                                       | 국도 제37, 46호선 구간                           |
| 가평군                | 청평면                                                      | 조종로                                                                  |                                                                                  | 국도 제37, 46호선 구간                           |
| 가평군                | 청평면                                                      | 마지기마을입구 삼거리                                                   | 마지기길                                                                         | 국도 제37, 46호선 구간                           |
| 가평군                | 청평면                                                      | 하천 나들목                                                             | 국도 제37호선 (조종로)                                                           | 국도 제37, 46호선 구간                           |
| 가평군                | 청평면                                                      | 하감교                                                                  |                                                                                  | 국도 제46호선 구간                               |
| 가평군                | 청평면                                                      | 유답촌마을앞 삼거리                                                     | 버들숲로                                                                         | 국도 제46호선 구간                               |
| 가평군                | 청평면                                                      | 감천교                                                                  |                                                                                  | 국도 제46호선 구간                               |
| 가평군                | 청평면                                                      | 수리재마을입구 삼거리                                                   | 수리재길                                                                         | 국도 제46호선 구간                               |
| 가평군                | 청평면                                                      | 상천역입구                                                              | 상천역로                                                                         | 국도 제46호선 구간                               |
| 가평군                | 청평면                                                      | 삼봉터                                                                  | 가평군도 제6호선 (상지로)                                                        | 국도 제46호선 구간 가평군도 제6호선 구간         |
| 가평군                | 청평면                                                      | 초옥동마을입구 사거리                                                   | 에덴벚꽃길                                                                       | 국도 제46호선 구간 가평군도 제6호선 구간         |
| 가평군                | 청평면                                                      | 빛고개                                                                  |                                                                                  | 국도 제46호선 구간                               |
| 가평군                | 가평읍                                                      | 빛고개                                                                  |                                                                                  | 국도 제46호선 구간                               |
| 가평군                | 포회촌마을입구 삼거리                                       | 불기산길                                                                |                                                                                  | 국도 제46호선 구간                               |
| 가평군                | 운전학원앞 삼거리                                           | 태봉두밀로                                                              |                                                                                  | 국도 제46호선 구간                               |
| 가평군                | 하색교                                                      |                                                                         |                                                                                  | 국도 제46호선 구간                               |
| 가평군                | 진동부락입구 삼거리                                         | 진동안길                                                                |                                                                                  | 국도 제46호선 구간                               |
| 가평군                | 가평역입구 사거리                                           | 문화로 석봉로                                                           |                                                                                  | 국도 제46호선 구간                               |
| 가평군                | 가평오거리                                                  | 국도 제75호선 지방도 제391호선 (호반로) (가화로) 석봉로                 |                                                                                  | 국도 제46호선 구간                               |
| 가평군                | 가평2교                                                     |                                                                         |                                                                                  | 국도 제46호선 구간                               |
| 가평군                | 경강교                                                      |                                                                         |                                                                                  | 국도 제46호선 구간                               |
| 춘천시                | 남산면                                                      |                                                                         |                                                                                  | 국도 제46호선 구간                               |
| 춘천시                | 남산면                                                      | (경강교 북단)                                                           | 방하로                                                                           | 국도 제46호선 구간                               |
| 춘천시                | 남산면                                                      | 햇골 교차로 (햇골 사거리)                                               | 햇골로                                                                           | 국도 제46호선 구간                               |
| 춘천시                | 남산면                                                      | 경강 교차로                                                             | 서백길                                                                           | 국도 제46호선 구간                               |
| 춘천시                | 남산면                                                      | 춘성대교                                                                |                                                                                  | 국도 제46호선 구간                               |
| 춘천시                | 서면                                                        |                                                                         |                                                                                  | 국도 제46호선 구간                               |
| 춘천시                | (춘성대교 북단)                                             | 보납로                                                                  |                                                                                  | 국도 제46호선 구간                               |
| 춘천시                | 안보교                                                      |                                                                         |                                                                                  | 국도 제46호선 구간                               |
| 춘천시                | 고역교                                                      |                                                                         | 국도 제46호선 구간 서울 방면 전용                                                |                                                  |
| 춘천시                | 당림교                                                      |                                                                         | 국도 제46호선 구간 춘천 방면 전용                                                |                                                  |
| 춘천시                | 배일교                                                      |                                                                         | 국도 제46호선 구간                                                               |                                                  |
| 춘천시                | 강촌삼거리 / 신강촌삼거리 (강촌교차로) (강촌시외버스정류장) | 지방도 제403호선 (강촌로)                                               | 국도 제46호선 구간 지방도 제403호선 구간                                         |                                                  |
| 춘천시                | 등선교                                                      |                                                                         | 국도 제46호선 구간 지방도 제403호선 구간 춘천 방면 전용                          |                                                  |
| 춘천시                | 의암 삼거리 (의암 교차로)                                   | 지방도 제403호선 (박사로)                                               | 국도 제46호선 구간 지방도 제403호선 구간 춘천 방면 진입 불가 서울 방면 진출 불가 |                                                  |
| 춘천시                | 의암교                                                      |                                                                         | 국도 제46호선 구간                                                               |                                                  |
| 춘천시                | 의암교                                                      | 신동면                                                                  | 국도 제46호선 구간                                                               |                                                  |
| 춘천시                | (의암교 동단)                                               | 옛경춘로                                                                | 국도 제46호선 구간                                                               |                                                  |
| 춘천시                | 의암터널                                                    |                                                                         | 국도 제46호선 구간 춘천 방면 연장 307m 서울 방면 연장 290m                       |                                                  |
| 춘천시                | 팔미교 팔미2교                                              |                                                                         | 국도 제46호선 구간                                                               |                                                  |
| 춘천시                | 팔미 교차로 (팔미 사거리)                                   | 국도 제46호선 (순환대로) 국가지원지방도 제70호선 (한치로)               | 국도 제46호선 구간 국가지원지방도 제70호선 구간                                  |                                                  |
| 춘천시                | 칠전사거리                                                  | 국가지원지방도 제70호선 (옛경춘로) 칠전동길                             | 강남동                                                                           | 국가지원지방도 제70호선 구간                     |
| 춘천시                | 터미널사거리                                                | 춘주로                                                                  | 강남동                                                                           |                                                  |
| 춘천시                | 온의사거리                                                  | 영서로                                                                  | 강남동                                                                           |                                                  |
| 춘천로와 직결         |                                                             |                                                                         |                                                                                  |                                                  |

### 과거 노선
기존 노선은 왕복 2차로에서 왕복 4차로로 확장되기 이전의 노선으로 1980년대까지 아래와 같은 노선이었다.
- (■): 기존 경춘로
- (■): 현 경춘로 중 일방통행 구간
- (■): 현 경춘로 중복 구간

| 이름                                                       | 접속 노선                            | 소재지                | 소재지          | 비고                                                |
| ---------------------------------------------------------- | ------------------------------------ | --------------------- | --------------- | --------------------------------------------------- |
| 망우리고개 시계                                            | 망우로                               | 경기도                | 구리시          |                                                     |
| 교문사거리                                                 | 국도 제43호선 국도 제46호선 아차산로 | 경기도                | 구리시          |                                                     |
| 중앙예식장 앞                                              |                                      | 경기도                | 구리시          |                                                     |
| 돌다리사거리 (구 돌다리삼거리)                             | 검배로                               | 경기도                | 구리시          |                                                     |
| 왕숙교                                                     |                                      | 경기도                | 구리시 남양주시 | 구리시계 남양주시계                                 |
| 도농사거리                                                 | 미금로                               | 경기도                | 남양주시        |                                                     |
| 도농역 동화중학교 동화고등학교                             |                                      | 경기도                | 남양주시        |                                                     |
| 도농삼거리 남양주경찰서 남양주군청 (현 남양주시청 제2청사) | 국도 제6호선 지방도 제383호선        | 경기도                | 남양주시        |                                                     |
| 양정동사거리                                               | 홍유릉로                             | 경기도                | 남양주시        |                                                     |
| 구 금곡역                                                  |                                      | 경기도                | 남양주시        |                                                     |
| 금곡지구대                                                 |                                      | 경기도                | 남양주시        |                                                     |
| 165번 종점 (현 금곡삼거리)                                 |                                      | 경기도                | 남양주시        |                                                     |
| 돌팍고개                                                   |                                      | 경기도                | 남양주시        |                                                     |
| 평내초등학교                                               |                                      | 경기도                | 남양주시        |                                                     |
| 진주아파트 입구                                            |                                      | 경기도                | 남양주시        |                                                     |
| 신신상사 입구                                              |                                      | 경기도                | 남양주시        |                                                     |
| 마치고개                                                   |                                      | 경기도                | 남양주시        |                                                     |
| 마석가구공단                                               |                                      | 경기도                | 남양주시        |                                                     |
| 마석지구대                                                 |                                      | 경기도                | 남양주시        |                                                     |
| 마석역                                                     |                                      | 경기도                | 남양주시        |                                                     |
| 모란공원                                                   |                                      | 경기도                | 남양주시        |                                                     |
| 화도 휴게소                                                |                                      | 경기도                | 남양주시        |                                                     |
| 샛터삼거리                                                 |                                      | 경기도                | 남양주시        |                                                     |
| 문성교                                                     |                                      | 경기도                | 남양주시        |                                                     |
| 북한강 휴게소                                              |                                      | 경기도                | 남양주시        |                                                     |
| 구운교                                                     |                                      | 경기도                | 남양주시 가평군 | 남양주시계 가평군계                                 |
| 대성리역                                                   |                                      | 경기도                | 가평군          |                                                     |
| 소석교                                                     |                                      | 경기도                | 가평군          |                                                     |
| 팔각정삼거리                                               | 국도 제37호선                        | 경기도                | 가평군          | 양방향 통행이 가능하였음 (현재 서울방면만 통행가능) |
| 청평시외버스터미널                                         |                                      | 경기도                | 가평군          |                                                     |
| 조종교                                                     |                                      | 경기도                | 가평군          |                                                     |
| 검문소                                                     | 국도 제37호선                        | 경기도                | 가평군          |                                                     |
| 에덴농산물센터 휴게소                                      |                                      | 경기도                | 가평군          |                                                     |
| 구 빛고개                                                  |                                      | 경기도                | 가평군          |                                                     |
| 가평자동차운전학원                                         |                                      | 경기도                | 가평군          |                                                     |
| 가평오거리                                                 | 국도 제75호선                        | 경기도                | 가평군          |                                                     |
| 가평버스터미널                                             |                                      | 경기도                | 가평군          |                                                     |
| 가평경찰서                                                 |                                      | 경기도                | 가평군          |                                                     |
| 읍내사거리                                                 | 국도 제75호선                        | 경기도                | 가평군          |                                                     |
| 가평교                                                     |                                      | 경기도                | 가평군          |                                                     |
| 가평장례예식장                                             |                                      | 경기도                | 가평군          |                                                     |
| 구 경강교                                                  |                                      | 경기도 강원특별자치도 | 가평군 춘천시   | 경기도계 강원특별자치도계                           |
| 안보교                                                     |                                      | 강원특별자치도        | 춘천시          | 현 경춘로의 안보교가 아니라 기존 교량임             |
| 고역교                                                     |                                      | 강원특별자치도        | 춘천시          |                                                     |
| 배일교                                                     |                                      | 강원특별자치도        | 춘천시          |                                                     |
| 강촌삼거리                                                 |                                      | 강원특별자치도        | 춘천시          |                                                     |
| 등선폭포                                                   |                                      | 강원특별자치도        | 춘천시          |                                                     |
| 신연교 (의암댐)                                            |                                      | 강원특별자치도        | 춘천시          |                                                     |
| 칠전동                                                     |                                      | 강원특별자치도        | 춘천시          |                                                     |
| 춘천 MBC 입구                                              |                                      | 강원특별자치도        | 춘천시          |                                                     |
| 공지교                                                     |                                      | 강원특별자치도        | 춘천시          |                                                     |
| 구 춘천시외버스터미널                                      |                                      | 강원특별자치도        | 춘천시          |                                                     |

## 중앙버스전용차로
2009년 12월 27일에 망우리고개 ~ 도농삼거리 구간에 간선급행버스체계에 따른 중앙버스전용차로가 임시 개통된 후 2010년부터 중앙버스전용차로제를 시행중이다.

## 주요 건물 및 시설
- 교문1동주민센터 (경기도 구리시 경춘로 111)
- 구리파출소 자율방범연합대 (경기도 구리시 경춘로 123)
- 한양대학교 구리병원 (경기도 구리시 경춘로 153)
- 국민연금공단 구리남양주지사 (경기도 구리시 경춘로 158)
- 구리인창동우체국 (경기도 구리시 경춘로 203)
- 롯데백화점 구리점 (경기도 구리시 경춘로 261)
- 이마트에브리데이 가운점 (경기도 남양주시 경춘로 360)
- 다산1동행정복지센터 (경기도 남양주시 경춘로 407)
- 도농도서관 (경기도 남양주시 경춘로 409)
- 도농역 (경기도 남양주시 경춘로 433)
- 동화중학교, 동화고등학교 (경기도 남양주시 경춘로 434)
- 도농파출소 (경기도 남양주시 경춘로 439-1)
- 남양주양정초등학교 (경기도 남양주시 경춘로 468-33)
- 의정부지방법원 남양주지원, 남양주등기소 (경기도 남양주시 경춘로 514)
- 남양주시청 제2청사, 남양주보건지소 (경기도 남양주시 경춘로 522)
- 남양주경찰서 (경기도 남양주시 경춘로 532)
- 새싹작은도서관 (경기도 남양주시 경춘로 883-36)
- 구 금곡역 (경기도 남양주시 경춘로 903)
- 한국전력공사 남양주지사 (경기도 남양주시 경춘로 953)
- 금곡중학교 (경기도 남양주시 경춘로 1008)
- 남양주시청 제1청사, 남양주시보건소 (경기도 남양주시 경춘로 1037)
- 평내파출소 (경기도 남양주시 경춘로 1211)
- 국민건강보험공단 남양주가평지사 (경기도 남양주시 경춘로 1260)
- 평내동주민센터 (경기도 남양주시 경춘로 1286)
- 남양주우체국 (경기도 남양주시 경춘로 1288)
- 평내초등학교 (경기도 남양주시 경춘로 1292-11)
- 평내호평역 (경기도 남양주시 경춘로 1375)
- 천마초등학교 (경기도 남양주시 화도읍 경춘로 1707)
- 롯데마트 마석점 (경기도 남양주시 화도읍 경춘로 1992)
- 화도읍사무소 동부출장소 (경기도 남양주시 화도읍 경춘로 2345)
- 대성초등학교 (경기도 가평군 청평면 경춘로 75)
- 대성리역 (경기도 가평군 청평면 경춘로 88)
- 춘천시외버스터미널 (강원특별자치도 춘천시 경춘로 2341)
- 한국에너지공단 강원지역본부 (강원특별자치도 춘천시 경춘로 2357)
- 한국자산관리공사 춘천사무소 (강원특별자치도 춘천시 경춘로 2370)

## 같이 보기
- 경춘북로